# Rafiq Nishonov
Rafiq Nishonovich Nishonov (ur. 15 stycznia 1926 w Gʻazalkencie, zm. 11 stycznia 2023) – radziecki i uzbecki polityk, przewodniczący Prezydium Rady Najwyższej Uzbeckiej SRR w latach 1986–1988, pierwszy sekretarz Komitetu Centralnego Komunistycznej Partii Uzbeckiej SRR w latach 1988–1989.

## Życiorys
Pracował w kołchozie, był działaczem Komsomołu, instruktorem i II sekretarzem rejonowego komitetu Komsomołu w Bostanłyku, pod koniec lat 40. służył w armii. W latach 1962–1963 przewodniczący Miejskiego Komitetu Wykonawczego w Taszkencie, 1963–1970 sekretarz KC i członek Biura KC Komunistycznej Partii Uzbekistanu (KPU), od 30 sierpnia 1970 do 8 czerwca 1978 ambasador nadzwyczajny i pełnomocny ZSRR na Sri Lance i Malediwach, następnie do 6 marca 1985 w Jordanii. W latach 1985–1986 minister spraw zagranicznych Uzbeckiej SRR, od 9 grudnia 1986 do 9 kwietnia 1988 przewodniczący Prezydium Rady Najwyższej Uzbeckiej SRR i zastępca przewodniczącego Prezydium Rady Najwyższej ZSRR. Od 12 stycznia 1988 do 23 czerwca 1989 I sekretarz KC KPU. Od 6 czerwca 1989 do 21 października 1989 przewodniczący Rady Narodowości Rady Najwyższej ZSRR. Od września do listopada 1991 był doradcą prezydenta ZSRR Michaiła Gorbaczowa, następnie przeszedł na emeryturę. Deputowany do Rady Najwyższej ZSRR 11. kadencji.

## Odznaczenia
- Order Lenina
- Order Rewolucji Październikowej
- Order Czerwonego Sztandaru Pracy (dwukrotnie)
- Order „Znak Honoru”